# Toelatingsbeleid
Een toelatingsbeleid  is een beleid waarin de toelating tot een bepaalde instelling of land geregeld wordt.
Doel van een toelatingsbeleid is om de instroom te reguleren. De behoefte aan regulatie kan enerzijds zijn de behoefte om kwaliteit te waarborgen (alleen personen met bepaalde kenmerken worden toegelaten), anderzijds met een kwantitatieve behoefte (al dan niet los van kwaliteit is er een maximum gebonden aan het aantal personen).
Als een kwalitatieve toets onderdeel uitmaakt van het toelatingsbeleid is sprake van het maken van onderscheid, oftewel discriminatie (zonder daarbij direct een uitspraak te doen of dat gerechtvaardigd of ongerechtvaardigd is). 
Indien geen sprake is van toelatingsbeleid, maar er is wel sprake van een regulering van de instroom (dus zonder dat daar beleid aan ten grondslag ligt), bestaat het gevaar van willekeur, corruptie of een andere behartiging van eigen of groepsbelang. Beleid is iets dat ontstaat met als doel om de situatie te sturen.

## Toelatingseisen
Bij een beleid horen meetbare eisen. Bij toelatingsbeleid kunnen dit voorwaarden zijn op bijvoorbeeld het gebied van religie, nationaliteit, geslacht, leeftijd, inkomen, bezit, uiterlijk of opleiding. Los daarvan kan de toelating puur kwantitatief geregeld worden. Zo is het bij Nederlandse studentenverenigingen vaak zo dat wanneer een maximumaantal nieuwe leden aangenomen wordt, geldt dat "wie het eerst komt, die het eerst maalt". Ook bij evenementen of discotheken kan gelden dat een maximumaantal personen toegelaten wordt, zonder dat voldaan dient te worden aan enige toelatingseis. 

### Voorbeelden
- Voor toelating tot een (vervolg)opleiding kunnen opleidingseisen gesteld worden (bijvoorbeeld een bepaald diploma of een bepaald vakkenpakket). Aanvullend kan de hoogte van de bepaalde cijfers van invloed zijn op de kans dat iemand toegelaten wordt (dat kan bijvoorbeeld het geval zijn bij een numerus fixus).
- Voor toelating tot een land kan een visum vereist zijn.
- Voor toelating tot woningen of buurten kunnen bijvoorbeeld inkomenseisen gelden. In 2006 was actueel de toelating, of eigenlijk de weigering, tot bepaalde Rotterdamse wijken van allochtonen die omschreven werden als mensen met lage inkomens en een zwakke maatschappelijke positie.
- Voor de toelating tot bepaalde beroepen kunnen opleidingseisen of andere eisen gesteld worden. Een voorbeeld hiervan is het Berufsverbot, waarbij mensen vanwege hun communistische politieke voorkeur niet toegelaten werden tot bepaalde beroepen. Een ander voorbeeld is het niet toelaten van vrouwen tot het leger. De joden is het in de middeleeuwen lange tijd verboden om bepaalde beroepen uit te oefenen. Tegenwoordig is het veel vluchtelingen met een tijdelijke verblijfsvergunning in Nederland verboden te werken.
- Voor de toelating tot bepaalde gebouwen (bijvoorbeeld discotheken) en verenigingen kunnen toelatingseisen gelden (bijvoorbeeld leeftijd of geslacht).
- Onder het Duitse naziregime gold voor diverse instellingen (bijvoorbeeld scholen) toelatingseisen; bijvoorbeeld joden werden niet toegelaten (zie bijvoorbeeld Izaak Babel).